# Тајланд на Светском првенству у атлетици на отвореном 2013.
Тајланд је учествовао на 14. Светском првенству у атлетици на отвореном 2013. одржаном у Москви од 10. до 18. августа четрнаести пут, односно учествовао је на свим првенствима до данас. Репрезентацију Тајланда представљала су два такмичара (1 мушкарац и 1 жена), који су се такмичили у две дисциплине.,
На овом првенству представници Тајлан нису освојили ниједну медаљу, нити је оборен неки рекорд.

## Учесници
| Мушкарци: - Lac Jamras Rittidet — 110 м препоне | Жене: - Васана Винато — Седмобој |  |

## Резултати

### Мушкарци
| Атлетичар           | Дисциплина    | Лични рекорд | Квалификације | Квалификације | Полуфинале           | Полуфинале           | Финале               | Финале       | Детаљи |
| Атлетичар           | Дисциплина    | Лични рекорд | Резултат      | Место         | Резултат             | Место                | Резултат             | Место        | Детаљи |
| ------------------- | ------------- | ------------ | ------------- | ------------- | -------------------- | -------------------- | -------------------- | ------------ | ------ |
| Lac Jamras Rittidet | 100 м препоне | 13,77 НР     | 14,71         | 9. у гр. 4    | Није се квалификовао | Није се квалификовао | Није се квалификовао | 31 / 33 (24) |        |

### Жене
Седмобој
| Дисциплина    | Васана Винато | Васана Винато | Васана Винато | Васана Винато | Васана Винато | Васана Винато |
| Дисциплина    | Лич. рек.     | Резултат      | Бод.          | Плас.         | Укупно        | Плас.         |
| ------------- | ------------- | ------------- | ------------- | ------------- | ------------- | ------------- |
| 100 м препоне | 13,62         | 13,88 ЛРС     | 995           | =18           |               |               |
| Скок увис     | 1,82          | 1,68          | 830           | 28            | 1.825         | 28            |
| Бацање кугле  | 11,98         | 11,86         | 652           | 29            | 2.477         | 32            |
| 200 м         | 24,74         | 24,94 ЛРС     | 892           | 16            | 3.369         | 28            |
| Скок удаљ     | 6,30          | 5,76          | 777           | 28            | 4.146         | 30            |
| Бацање копља  | 35,45         | 41,74 ЛР      | 701           | 17            | 4.847         | 30            |
| 800 м         | 2:16,85       | 2:19,97       | 824           | 27            |               |               |
| Седмобој      | 5.889 НР      |               |               |               | 5.671         | 29 /29 (33)   |